# Naturschutzgebiet Buchenwaldkomplex Schmalenberg
Das Naturschutzgebiet Buchenwaldkomplex Schmalenberg mit einer Größe von 72,7 ha liegt nordwestlich von Wulmeringhausen im Stadtgebiet von Olsberg im Hochsauerlandkreis. Das Gebiet wurde 2004 mit dem Landschaftsplan Olsberg durch den Hochsauerlandkreis als Naturschutzgebiet (NSG) ausgewiesen. Das NSG befindet sich am Osthang der Wiedegge.

## Gebietsbeschreibung
Beim NSG handelt es sich um einen Rotbuchenwald mit flachen Felsenbereichen und Quellrinnsalen.

## Schutzzweck
Im NSG soll das dortige Waldgebiet geschützt werden. Wie bei allen Naturschutzgebieten in Deutschland wurde in der Schutzausweisung darauf hingewiesen, dass das Gebiet „wegen der Seltenheit, besonderen Eigenart und Schönheit des Gebietes“ zum Naturschutzgebiet erklärt wurde.